# Hamerský potok (přítok Mže)
Hamerský potok (německy Hammerbach, nebo též Lohbach) je významný levostranný přítok řeky Mže v okrese Tachov v Plzeňském kraji a v zemském okrese Tirschenreuth, vládního obvodu Horní Falc v Bavorsku v Německu. Délka toku činí 33,6 km. Na české území je jeho délka 29 km.
Plocha povodí měří 200,0 km².

## Průběh toku
Hamerský potok pramení jihovýchodně od vrchu Čupřina (864 m) v Českém lese, nedaleko hranic s Německem, v nadmořské výšce 754 m. Zprvu teče jižním směrem. Po zhruba 2 km vtéká na území Německa, kde jako potok Lohbach protéká obcí Mähring, pod kterou se obrací na jihovýchod a vrací se zpět na české území. Jihovýchodní směr si udržuje až k městu Planá, u něhož se stáčí více k jihu. Na dolním toku bývá též nazýván Tichá. Dále protéká obcí Brod nad Tichou, pod níž ústí zleva do Mže na jejím 77,7 říčním kilometru. Sjízdný úsek měří 15 km.
V pohraniční části protéká Hamerský potok lesy, pod Broumovem silně meandruje v místních lučinách a lesy protéká až před svým ústím. Koryto řeky je široké maximálně 3-5 metrů. Jezy jsou stavidlové, čili nesjízdné a další překážky tvoří popadané stromy a břehový porost. Na horním toku roste u břehů potoka mnoho památných stromů. V zaniklé obci Slatina je to Borovice rumelská na Slatině, poblíž obce Broumov to jsou Broumovské smrky v Hamerském údolí, u naučné stezky Údolím Hamerského potoka to jsou Broumovský smrk, Dubová alej pod Broumovem a Broumovský jasan, u Chodského Újezdu památná Chodovská lípa u Hamerského potoka.
Dolní tok od Brodu nad Tichou slouží vodákům jako příjezd ke splutí Mže.

### Větší přítoky
- levé – Tichá, Huťský potok, Chodovský potok, Plánský potok
- pravé – Haselbach, Hvozdný potok, Slatinný potok

## Vodní režim
Hlásné profily:
| místo | říční km | plocha povodí | průměrný průtok | stoletá voda |
| ----- | -------- | ------------- | --------------- | ------------ |
| Planá | 9,2      | 119,28 km²    | 0,95 m³/s       | 53,8 m³/s    |
| ústí  | 0,0      | 200,02 km²    | 1,46 m³/s       |              |